# Mecranium puberulum
Mecranium puberulum är en tvåhjärtbladig växtart som beskrevs av Célestin Alfred Cogniaux. Mecranium puberulum ingår i släktet Mecranium och familjen Melastomataceae. Inga underarter finns listade i Catalogue of Life.